# Brenzkirche (Weil der Stadt)

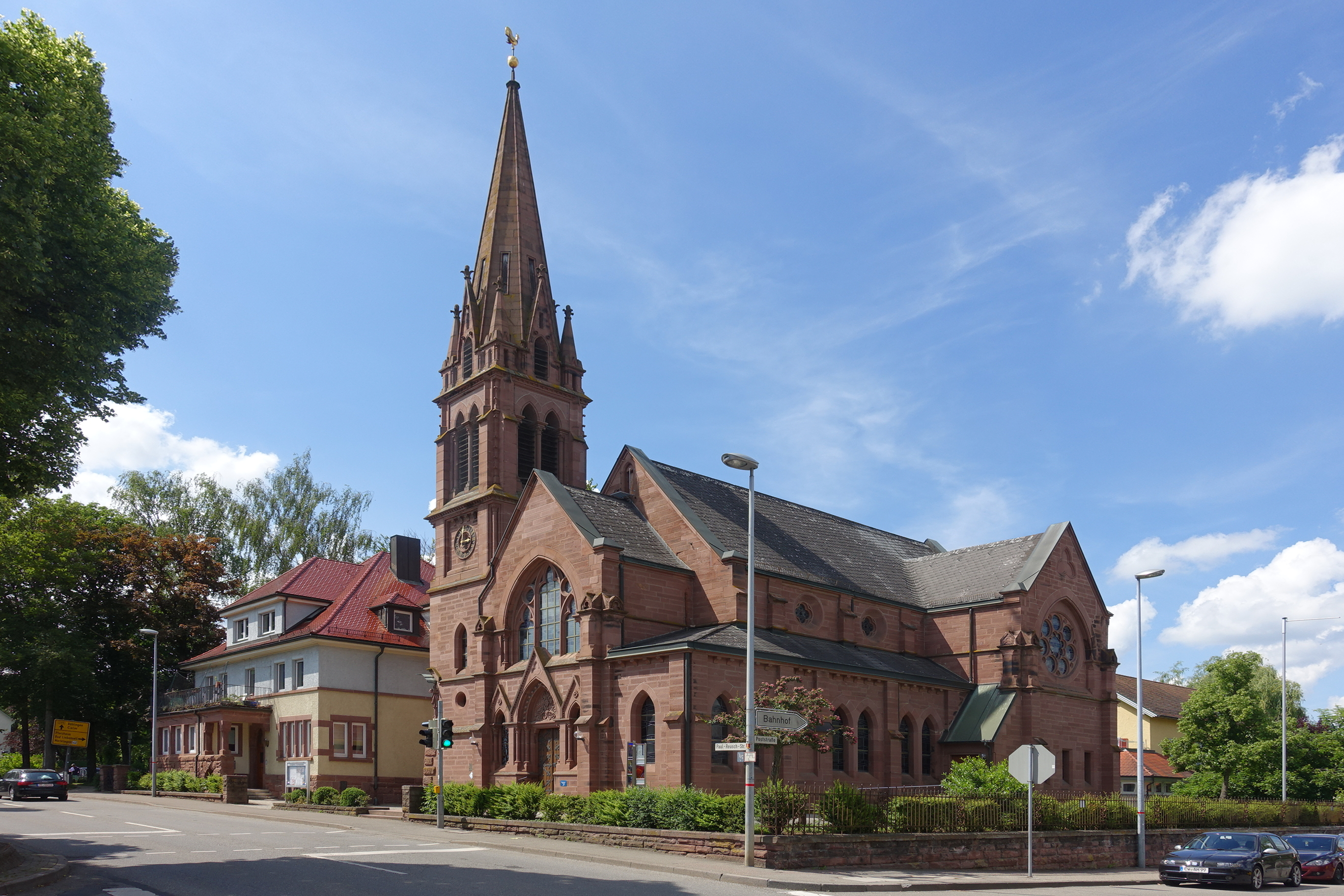
Brenzkirche

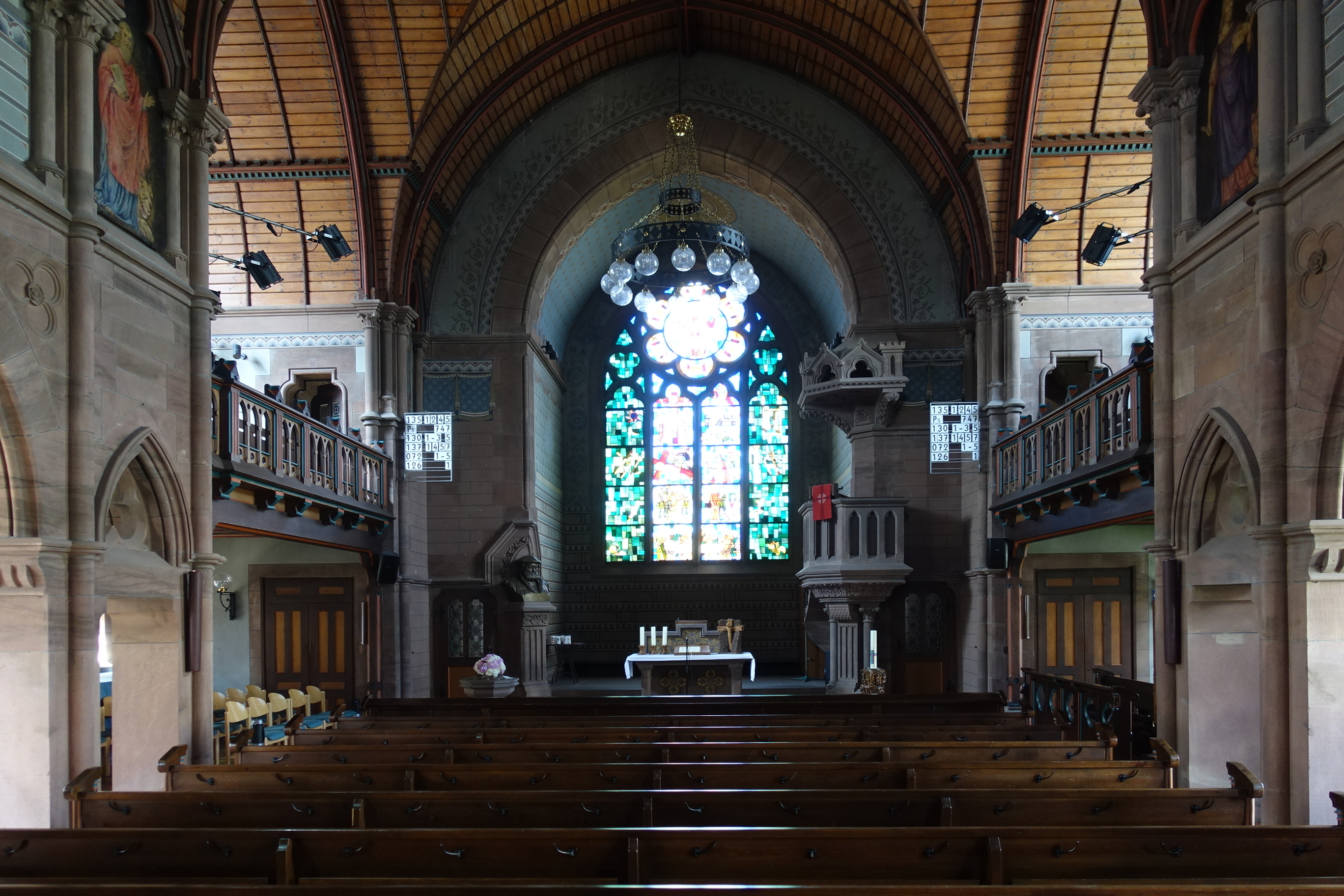
Innenansicht

Die unter Denkmalschutz stehende evangelische Brenzkirche in Weil der Stadt, nach einem Entwurf von Robert von Reinhardt im Baustil der Neugotik erbaut, wurde am 28. Oktober 1889 feierlich eingeweiht. Benannt ist sie nach dem Reformator Johannes Brenz, der 1499 in Weil der Stadt geboren wurde.

## Geschichte
In Weil der Stadt gab es zwar zahlreiche Anhänger der Reformation, doch die Reichsstadt blieb dem Katholizismus treu. Die Protestanten mussten die Stadt verlassen. Vom Dreißigjährigen Krieg bis zum Ende als Freie Reichsstadt gab es hier keine Evangelischen mehr. Mit der Zugehörigkeit zu Württemberg entstand wieder eine kleine evangelische Gemeinde, die zunächst von Schafhausen bzw. Merklingen aus betreut wurde. Seit 1869 wurde ihr die Spitalkapelle für Gottesdienste zur Verfügung gestellt. 1887 wurde eine selbständige Pfarrei gebildet.
Die Errichtung der Brenzkirche wäre ohne die Sammlung des Gustav-Adolf-Werks in ganz Deutschland nicht möglich geworden; ferner unterstützte auch der württembergische König den Bau der Kirche. 1.463,20 Mark kostete der Bauplatz, 82.000 Mark das Gotteshaus. 1970/1977 wurde die Kirche umfassend renoviert.

## Baubeschreibung
Als Sakralbau des Historismus ist die Brenzkirche ein original erhaltenes Kirchengebäude des ausgehenden 19. Jahrhunderts. Nach Grundriss und Raumaufteilung ist das Gebäude eine Basilika. Das Kirchenschiff hat ein Querschiff und einen eingezogenen Chor, der gerade abschließt. Dem Mittelschiff vorgelagert ist ein Anbau mit dem Portal und der Eingangshalle. Daneben steht der Kirchturm. Das Mittelschiff und das Querschiff tragen Satteldächer, innen werden sie von Tonnendächern überspannt.
Säulen, Spitzbögen, Maßwerke und Fensterrosen sind wie aus einem Musterbuch gotischer Stilformen entnommen.

## Ausstattung
Im Kircheninnern befindet sich eine von Karl Donndorf geschaffene Büste des Namenspatrons. Die beiden chorseitigen Evangelistenbilder stammen von Hans von Kolb, die beiden durch Wasserschaden zerstörten im Kirchenschiff wurden von Sophie Schneider ersetzt. 
Das Chorfenster aus den 1950er Jahren stammt von Adolf Saile. Den Altar und das Lesepult gestaltete Gerhart Rieber.

## Orgel

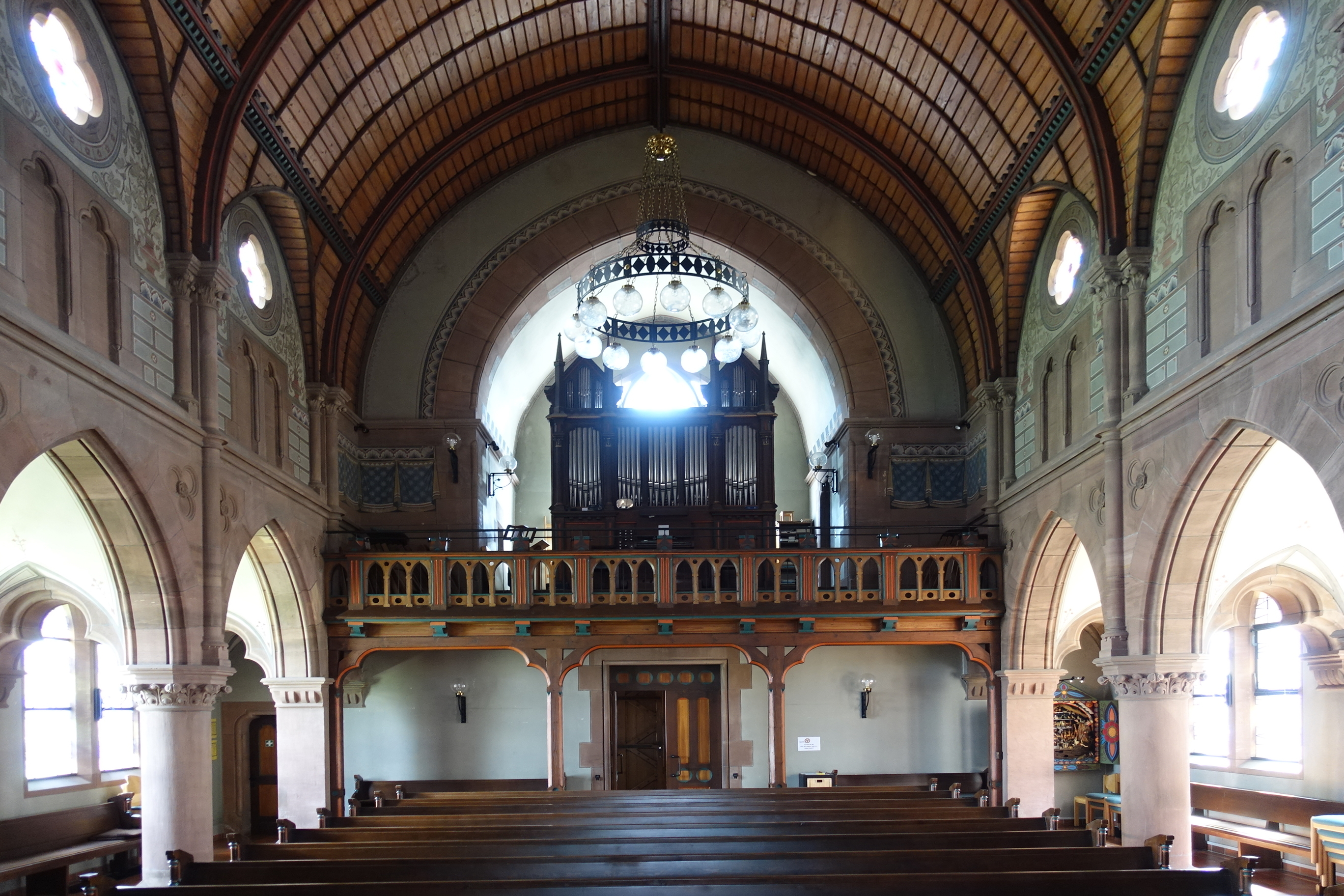
Blick auf die Orgel

Die Orgel wurde 1980 von Richard Rensch (Lauffen) erbaut. Das Schleifladen-Instrument hat 18 Register auf zwei Manualwerken und Pedal. Die Spiel- und Registertrakturen sind mechanisch. Vier Register stehen auf Wechselschleifen. Die Disposition des Instruments lautet wie folgt:
| I Hauptwerk C–g3 |                            |        |
| 1.               | Principal                  | 8′     |
| 2.               | Spitzflöte (WS mit Nr. 10) | 8′     |
| 3.               | Octave                     | 4′     |
| 4.               | Rohrflöte (WS mit Nr. 11)  | 4′     |
| 5.               | Nasat (WS mit Nr. 12)      | 2 ⁄3′  |
| 6.               | Octave                     | 2′     |
| 7.               | Terz (WS mit Nr. 14)       | 1 3⁄5′ |
| 8.               | Mixtur IV                  | 2′     |

| II Oberwerk C–g3 |                           |        |
| 09.              | Gedeckt                   | 8′     |
| 10.              | Spitzflöte (WS mit Nr. 2) | 8′     |
| 11.              | Rohrflöte (WS mit Nr. 4)  | 4′     |
| 12.              | Nasat (WS mit Nr. 5)      | 2 ⁄3′  |
| 13.              | Blockflöte                | 2′     |
| 14.              | Terz (WS mit Nr. 7)       | 1 3⁄5′ |
| 15.              | Quintlein                 | 1 ⁄3′  |

| Pedalwerk C–f1 |          |     |
| 16.            | Subbass  | 16′ |
| 17.            | Flötbass | 08′ |
| 18.            | Flöte    | 04′ |

- Koppeln: II/I, I/P, II/P